# Gabriel Moreno del Christo
Gabriel Benito Moreno del Christo (Santo Domingo, Departamento Ozama, 21 de marzo de 1831-Idem, Provincia de Santo Domingo, 26 de octubre de 1905) fue un presbítero, prelado, político, diplomático y orador dominicano. Fue nombrado monseñor y Camarero de Honor de Su Santidad en 1858 por el papa Pío IX hasta su revocación en 1861, después de haberse comprobado la acusación en su contra de concubinato y paternidad en Higüey.

## Biografía

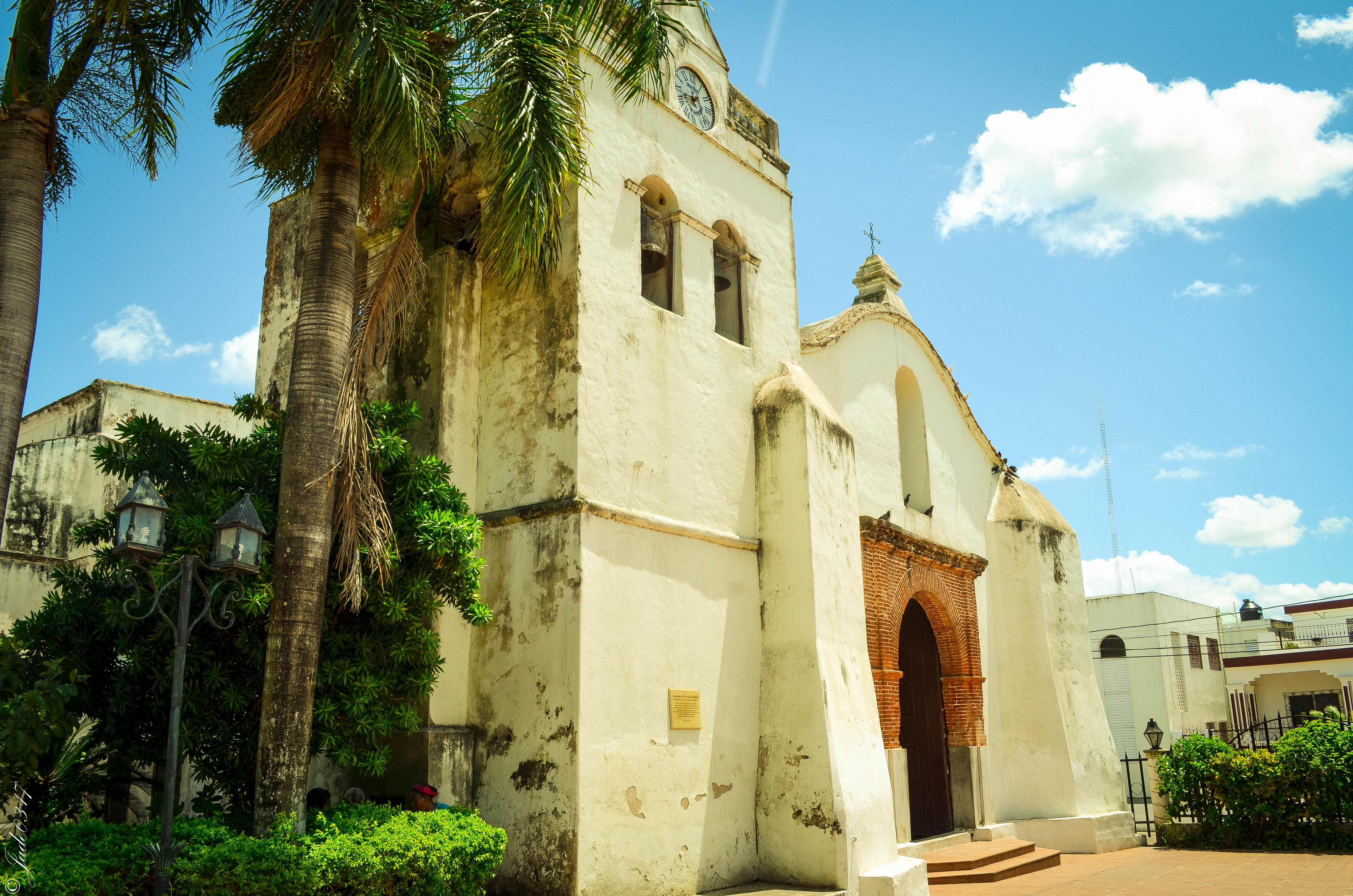
Santuario de San Dionisio (Higüey) en el que resguardaba la venerada imagen de Nuestra Señora de la Altagracia. Fue la primera parroquia donde el Padre Gabriel Moreno del Christo ejerció como párroco.

Nació en la ciudad de Santo Domingo, el 21 de marzo de 1831. Fue hijo legítimo del propietario Carlos Moreno de Hoyos (1800-1881), quien fue estudiante de la Real y Pontificia Universidad de Santo Tomás de Aquino entre 1816 y 1817, director del Ayuntamiento de Santo Domingo en 1820, firmante del manifiesto del 16 de enero de 1844 y miembro de la Junta Central Gubernativa. Su madre, Carlota del Christo (1803-1853), se casó con Carlos Moreno el 3 de julio de 1828.
Gabriel Benito fue bautizado por el doctor Tomás de Portes e Infante, vicario general de la arquidiócesis y canónigo de la Catedral de la Anunciación de Santo Domingo, el 29 de marzo de 1831.
Durante la Primera República, Gabriel Benito Moreno del Christo formó parte de los primeros intelectuales, gracias a su asistencia al Seminario Conciliar Santo Tomás de Aquino, establecido en 1848 por Tomás de Portes e Infante. En esta institución, fue alumno del presbítero Elías Rodríguez y Ortiz, el primer rector.
Siendo aún subdiácono escribió en El Eco de Ozama (1852-1853), combatiendo la propaganda protestante de Puerto Plata. Denunció lo que él llamaba "pretensiones antisociales" y sostenía que esa predicación no era genuina, sino que escondía fines políticos ocultos. Tras ser ordenado diácono difundió el evangelio con gran aceptación en todas las iglesias de Santo Domingo, Baní y El Maniel.
El 8 de mayo de 1854, recibió la ordenación sacerdotal en la Catedral de la Anunciación de manos del arzobispo de Santo Domingo, Tomás de Portes, teniendo como padrino al general Pedro Santana, presidente de la República Dominicana. Tres días después, el presidente dominicano le facilitó la goleta de guerra Cibao para trasladarlo al puerto de Quiabón, desde donde se dirigió al Santuario de San Dionisio de la villa de San Dionisio Higüey. Esta parroquia fue su predilección durante sus 50 años de ejercicio sacerdotal.
Mostró simpatía por Buenaventura Báez, algo común entre muchos clérigos de la época, quienes lo veían como un paladín y defensor de la Iglesia frente a la política de Pedro Santana, considerada insuficientemente comprometida con sus demandas. Contribuyó a celebrar la segunda proclamación de Báez como presidente en octubre de 1856, celebrando una misa donde destacó las virtudes del mandatario, comparándolo con el emperador romano Constantino el Grande.
Sin embargo, esta adhesión le acarreó problemas durante la revolución del 7 de julio de 1857, cuando fue prendido en San Dionisio de Higüey, encarcelado en la ciudad de Santiago de los Caballeros y posteriormente trasladado a la Fortaleza San Felipe en Puerto Plata. Sacerdotes como Manuel María Valencia, párroco de Santiago de los Caballeros y Juan de Jesús Fabián Ayala y García, párroco de San Cristóbal, también fueron hostigados. Ese año también marcó la muerte del obispo coadjutor Elías Rodríguez y, al siguiente, la del arzobispo Portes. 
A los 27 años, inició una travesía europea que comenzó en Londres, donde en agosto de 1858 tuvo una audiencia con el cardenal Nicholas Wiseman, arzobispo de Westminster, quien le proporcionó cartas de recomendación. Durante su tiempo como subdiácono, estudió con fervor el movimiento de restauración de la Iglesia católica en Inglaterra, arrasada en el siglo XVI. 
En Roma impresionó al Prefecto de la Propaganda Fide, el cardenal Alessandro Barnabò, y ganó la simpatía de monseñor Bartolomeo Pacca, maestro de cámara de Su Santidad. En octubre de 1858, en una audiencia con el papa Pío IX, presentó un informe sobre la Iglesia de Santo Domingo, siguiendo los consejos de Bartolomeo Barnabò. Su impacto fue tan positivo que Barnabò y Pacca lo felicitaron calurosamente por la benevolencia que Pío IX sentía por el «joven sacerdote», como lo llamaban en el Palacio Apostólico. Poco después, fue nombrado monseñor y Camarero de Honor de Su Santidad. Gabriel Moreno del Christo, ya ataviado como monseñor, tuvo una extensa audiencia con el papa, quien le regaló una camándula de oro y perlas con una cruz de malaquita. 
Días después de su visita al papa visitó al cardenal Giacomo Antonelli, secretario de Estado de la Santa Sede. Al finalizar la visita, en la Basílica de San Pedro, recitó un Te Deum en agradecimiento por el triunfo de Pedro Santana en el Cibao, que devolvió a Santo Domingo su estatus de capital de la República en septiembre de 1858. 
Su osadía de presentarse ante la Corte Pontificia sin un cargo diplomático irritó a sus adversarios en su país, muchos de los cuales creían que buscaba ser nombrado arzobispo de Santo Domingo. Cuando presentó el informe, contaba con la recomendación de Martin Joannes Niewindt, vicario apostólico de Curazao, quien elogió su conducta. Al regresar de Roma, envió varias cartas al cardenal Barnabò solicitando facultades para administrar la confirmación, sin recibir respuesta.
En 1859, un anónimo al cardenal Prefecto de Propaganda Fide, junto con informes del vicario apostólico de Curazao desacreditó a monseñor Moreno del Christo, acusándolo de inmoralidades. Esto resultó en la negación de su solicitud para administrar la confirmación.

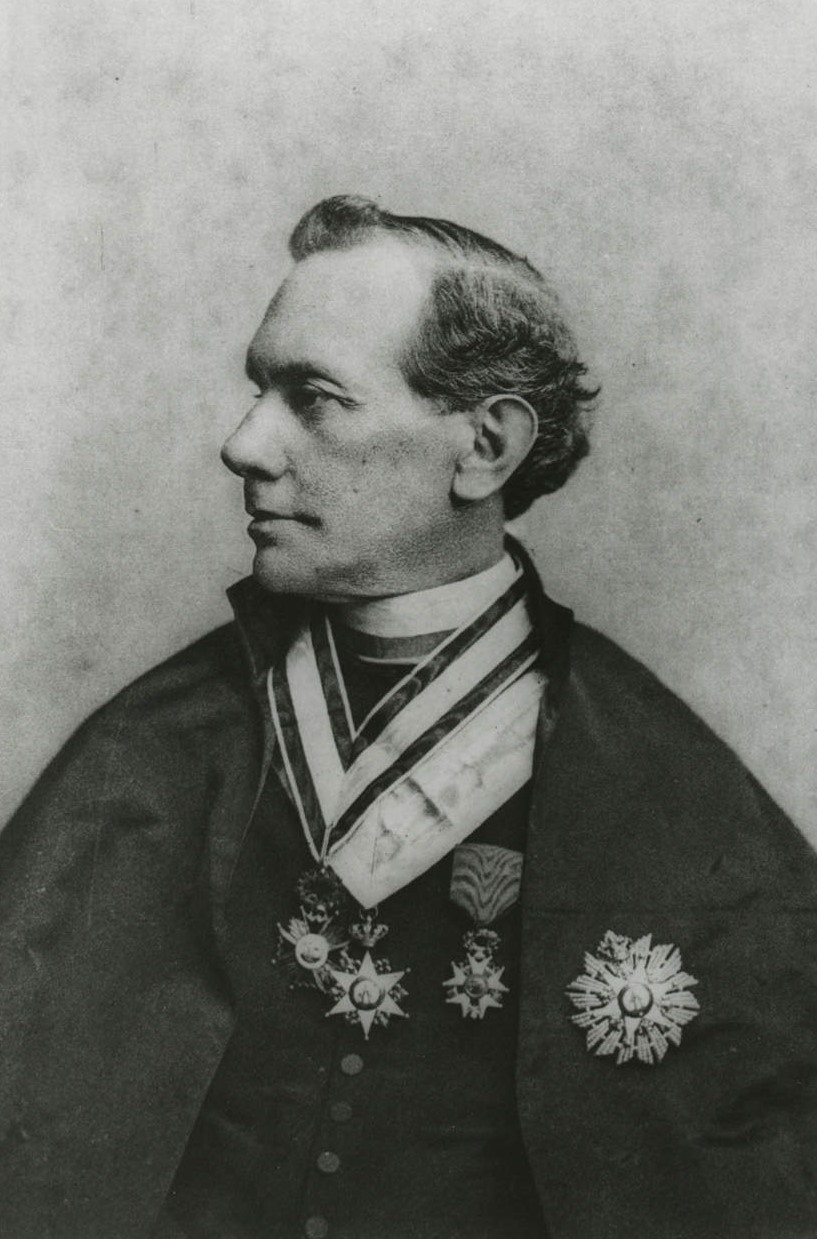
Padre Gabriel Moreno del Christo con condecoraciones.

A pesar de ser una figura intocable gracias al apoyo de Santana, quien lo nombró Capellán de Honor del presidente el 1 de febrero de 1860, se sintió calumniado del «modo más inicuo» Durante ese tiempo pronunció el 17 de febrero «un conciso, pero elocuente discurso» en la Catedral de Santo Domingo en el funeral de Rafael María Baralt, cónsul dominicano en España, al que asistieron altos funcionarios del Estado. Obtuvo dos certificados de buena conducta del presbítero Fernando Arturo de Meriño, vicario general de la arquidiócesis de Santo Domingo, en mayo y julio de 1860. Sin embargo, se descubrió que había tenido relaciones ilícitas con Luisa Caminero Heredia, hija del fenecido José María Caminero, con quien tuvo dos hijos, y con Celimena Villegas, con quien tuvo a su hija Altagracia Villegas (quien sería bisabuela de la embajadora Patricia Villegas y tatarabuela del político Orlando Jorge Villegas). 
Fernando Arturo de Meriño, quien previamente había apoyado su proceder, fue quien denunció su escandalosa conducta. A pesar de las amonestaciones, Moreno del Christo persistió en su conducta. La carta del padre Meriño fue tan contundente que, el 4 de junio de 1861, el cardenal Barnabò informó al cura Meriño sobre la revocación al clérigo Moreno de su título de Camarero de Honor de Su Santidad. Al recibir la correspondencia del cardenal Prefecto de Propaganda Fide, Meriño comentó que el padre Moreno aceptó la medida.
En vísperas de la anexión de Santo Domingo a España, el ministro de Interior y Policía, Felipe Dávila Fernández de Castro, pidió al cura Moreno que pronunciara el discurso en nombre de la Iglesia el día de la anexión. Ante su negativa, Manuel de Jesús Galván, secretario de Santana, lo visitó en su domicilio. Finalmente, el 17 de marzo de 1861, Santana le pidió personalmente que aceptara la solicitud, y él accedió. El 18 de marzo hizo una alocución en la Catedral Primada de Indias, donde elogió al presidente Santana, rememorando la historia de la isla desde el descubrimiento por Colón en 1492 hasta la opresión sufrida bajo el dominio haitiano. Destacó la lucha de los dominicanos por la libertad, especialmente en los campos de Azua y Las Carreras, donde Santana se distinguió como «libertador y padre de la Patria». El monseñor elogió la acción del presidente al colocar al pueblo bajo el amparo de Isabel II de España, asegurando la religión, la libertad y la identidad nacional española. Concluyó con una ovación en nombre de la Iglesia, seguida de un Te Deum de acción de gracias a Dios.

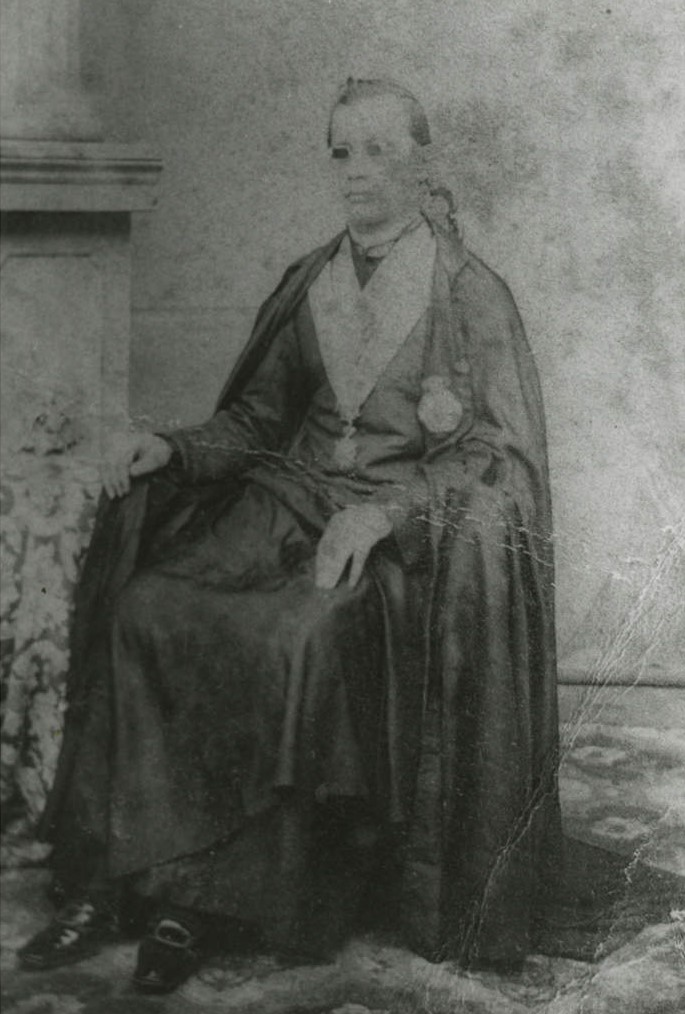
El Padre Gabriel Moreno del Christo era tuerto y usaba gafas.

En junio de 1861, fue designado Capellán de la Real Audiencia de Santo Domingo, alcanzando su máxima gloria personal al pronunciar un discurso notable, dedicado a la entrada del Real Sello en Santo Domingo. Por esos días, las autoridades españolas lo agasajaron en un acto celebrado en el Palacio de Gobierno. Ese mismo año, viajó a La Habana, llamado por Francisco Serrano y Domínguez, gobernador de Cuba. En esta ocasión, el almirante Joaquín Gutiérrez de Rubalcaba le dedicó un banquete en el Palacio de la Maestranza.
El 21 de octubre de 1862, el arzobispo Bienvenido Monzón lo nombró canónigo de la Catedral Primada. Gracias a su lealtad a la monarquía fue condecorado como Comendador de la Orden de Isabel la Católica ese mismo año. En noviembre de 1862, viajó a Madrid como representante de Santana, quien tenía un viaje programado que no se realizó, y tuvo la oportunidad de conocer a la reina Isabel II y al republicano Emilio Castelar, futuro presidente de la Primera República Española.
Fallecido Santana, a quien administró la unción de los enfermos en su lecho de muerte, y ya finalizada la Guerra de la Restauración, Báez regresó al país en diciembre de 1865. Fue recibido con un Te Deum en su honor, pronunciando un discurso lleno de elogios por parte de Moreno del Christo.
El 7 de septiembre de 1866, junto a otros sacerdotes firmó un documento sometiéndose a la jurisdicción de Louis Nicolás Joseph de Buggenoms, designado Enviado Extraordinario de Su Santidad y vicario apostólico de Santo Domingo. El 8 de noviembre de 1866, fue nombrado párroco de Baní. En la iglesia de Moca, ese mismo año, protegió a Pedro Antonio Pimentel, salvándolo de ser ejecutado por Juan de Jesús Salcedo.

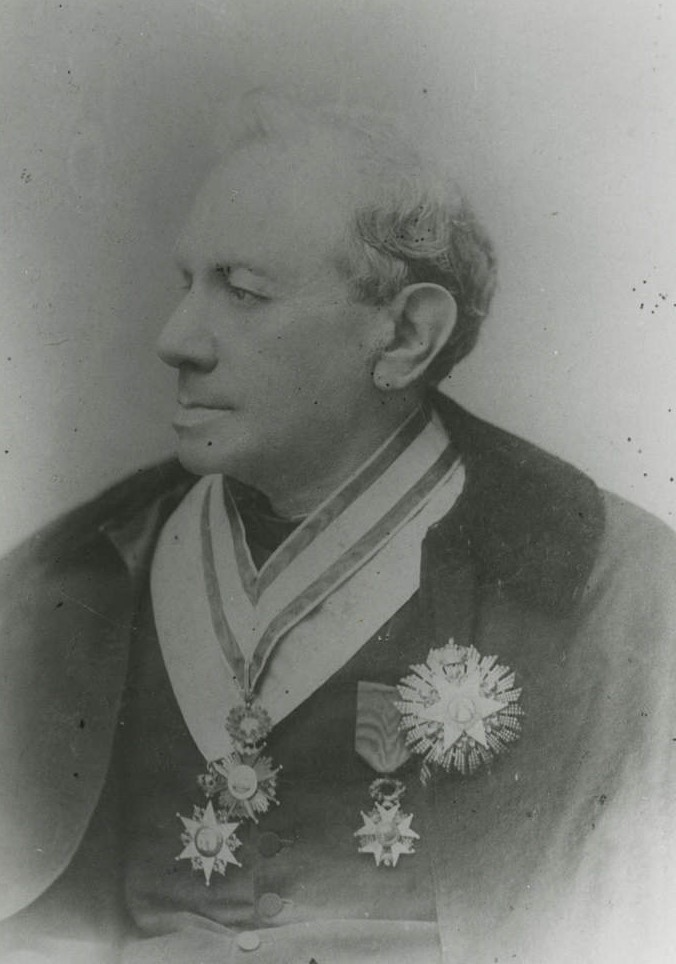
El Padre Gabriel Moreno del Christo envejecido.

En 1867, desempeñándose como párroco en La Vega, acogió al presidente de Haití, Sylvain Salnave, como huésped durante su visita al país con motivo de la firma del tratado de paz, amistad y comercio entre las dos repúblicas insulares. En 1868, retornó al cuidado de la parroquia de la villa de Higüey, y en octubre de 1871, ofició y confirmó el matrimonio de Cesáreo Guillermo y Bastardo con su pareja María de la Cruz Herrera.
En 1874, fue elegido diputado por la Provincia de Santa Cruz del Seybo, manteniéndose en su escaño hasta 1875. El 1 de enero de 1875, el vicario apostólico, fray Roque Cocchia, lo designó canónigo honorario del Cabildo de la Catedral.
En 1878, el presidente Cesáreo Guillermo lo destituyó de su parroquia en Higüey. Retornó al Congreso de la República Dominicana como diputado por la Provincia de Santo Domingo desde 1880 hasta 1881. En noviembre de 1885, felicitó a Meriño tras su consagración como arzobispo de Santo Domingo.
En 1886, el presidente Alejandro Woss y Gil lo nombró Enviado Extraordinario de la República Dominicana ante Francia, encargándole felicitar a Jules Grévy por su reelección a la presidencia de la República Francesa. El presidente Grévy lo condecoró con la Legión de Honor. En París, Moreno llevó una vida mundana, alejándose del ideal de su ministerio sacerdotal.
El 26 de octubre de 1905, falleció en su natal Santo Domingo, y fue sepultado en la Iglesia Regina Angelorum, el mismo lugar donde había celebrado su primera misa.
En Higüey, una calle lleva su nombre.